# فريجيم
فريجيم (Friagem) هي موجات من البرد تتعرض لها منطقة الكامبوس في البرازيل, وأراضي بوليفيا الشرقية، تستمر لبضعة أيام، وتكون تلك الموجات، التي تحدث في النصف الشتوي من السنة للنصف الجنوبي من الأرض, مرافقة لهبوب رياح باردة جنوبية -هي عبارة عن هواء قطبي قادم من جنوب رأس هورن-, وتصاحب تلك الموجات بغيوم وأمطار متقطعة، وتستمر ظاهرة الموجات الباردة تلك مدة 4-5 أيام، وحدوثها ليس متكرر.

## المصدر
- المعجم الجغرافي المناخي